# Фокс, Бернард
Бернард Фокс (англ. Bernard Fox; 11 мая 1927, Порт-Толбот, Гламорган, Уэльс, Великобритания — 14 декабря 2016, Ван-Найс, Калифорния, США.) — британский актёр кино и телевидения.

## Биография
Его родители, Куинни Берретт и Джеральд Лоусон, были актёрами, сам он был актёром в пятом поколении .
Фокс начал свою карьеру в кино в возрасте 18 месяцев, а к 14 годам был учеником помощника директора театра. После службы в Королевском флоте во время Второй мировой войны и войны в Корее он возобновил свою актёрскую карьеру.
С 1961 года был женат на Жаклин Фокс, от которой имел двоих детей. Дядя Бернарда Фокса, Уилфрид Лоусон, являлся ветераном кинематографа.

## Карьера
За всю свою актёрскую карьеру сыграл в более чем 90 фильмах. В 1958 году он сыграл Фредерика Флита в фильме «Гибель «Титаника»», а через 39 лет полковника Арчибальда Грейси IV в блокбастере «Титаник». Также, снимался в комедиях «Жёлтая борода», «Херби едет в Монте-Карло» и «Частные детективы» и участвуя в озвучивании радиопостановок. Из мультфильмов принимал участие в озвучании «Спасателей» и «Спасателей в Австралии». Его последней заметной работой стала роль отставного пилота Уинстона Хейвлока в фильме 1999 года «Мумия».
Из телевизионных ролей Фокса можно отметить сериалы «Моя жена меня приворожила», «Герои Хогана», «Страсти» и «Театр Пи-Ви». Также он был задейстован в двух эпизодах телесериала «Коломбо» и в 1 эпизоде сериала «МЭШ». В 1964 году участвовал в «Шоу Дика ван Дайка».